# A-League Men 2021-2022
L'A-League Men 2021-2022 è stata la 16ª edizione della A-League, la massima serie del campionato australiano, iniziata il 21 novembre 2021 e la cui conclusione è prevista il 30 giugno 2022.

## Stagione

### Formato
Il campionato si compone di due fasi: la stagione regolare e la fase finale per l'assegnazione del titolo. Nel corso della stagione regolare le 12 squadre si affrontano due volte con una partita in casa e una in trasferta, più altre quattro partite, due in casa e due in trasferta, per un totale di 26 giornate. Al termine della stagione regolare le prime 6 classificate accedono alla fase finale e le prime tre classificate accedono alla AFC Champions League 2023: le prime due direttamente alla fase a gironi, mentre la terza classificata al secondo turno preliminare. Nella fase finale le prime due classificate nella stagione regolare accedono direttamente alle semifinali. Nel primo turno in partita unica la terza classificata nella stagione regolare affronta la sesta, mentre la quarta affronta la quinta. Nelle semifinali la prima classificata affronta la vincente del primo turno col peggior piazzamento nella stagione regolare, mentre la seconda affronta quella col miglior piazzamento. Anche semifinali e finale si giocano in gara unica. La vincitrice della finale vince il campionato.

## Squadre partecipanti
| Club               | Città            | Stadio                                          | Stagione precedente   |
| ------------------ | ---------------- | ----------------------------------------------- | --------------------- |
| Adelaide Utd       | Adelaide         | Hindmarsh Stadium                               | 7º posto in A-League  |
| Brisbane Roar      | Brisbane         | Lang Park                                       | 4º posto in A-League  |
| C.C. Mariners      | Gosford          | Central Coast Stadium                           | 3º posto in A-League  |
| Macarthur          | Campbelltown     | Campbelltown Stadium                            | 6º posto in A-League  |
| Melbourne City     | Melbourne        | Melbourne Rectangular Stadium                   | Campione d'Australia  |
| Melbourne Victory  | Melbourne        | Docklands Stadium Melbourne Rectangular Stadium | 12º posto in A-League |
| Newcastle Jets     | Newcastle        | International Sports Centre                     | 11º posto in A-League |
| Perth Glory        | Perth            | Perth Oval                                      | 9º posto in A-League  |
| Sydney FC          | Sydney           | Leichhardt Oval                                 | 2º posto in A-League  |
| Wellington Phoenix | Wellington (NZL) | Wollongong Showground                           | 7º posto in A-League  |
| Western Utd        | Melbourne        | Kardinia Park                                   | 10º posto in A-League |
| Western Sydney     | Sydney           | Stadium Australia Sydney Showground Stadium     | 8º posto in A-League  |

## Stagione regolare

### Classifica
Aggiornata al 12 maggio 2022.
|  | Pos. | Squadra            | Pt | G  | V  | N | P  | GF | GS | DR  |
|  | ---- | ------------------ | -- | -- | -- | - | -- | -- | -- | --- |
|  | 1.   | Melbourne City     | 49 | 26 | 14 | 7 | 5  | 55 | 33 | +22 |
|  | 2.   | Melbourne Victory  | 48 | 26 | 13 | 9 | 4  | 42 | 25 | +17 |
|  | 3.   | Western Utd        | 45 | 26 | 13 | 6 | 7  | 40 | 30 | +10 |
|  | 4.   | Adelaide Utd       | 43 | 26 | 12 | 7 | 7  | 38 | 31 | +7  |
|  | 5.   | C.C. Mariners      | 42 | 26 | 12 | 6 | 8  | 49 | 35 | +14 |
|  | 6.   | Wellington Phoenix | 39 | 26 | 12 | 3 | 11 | 34 | 49 | -15 |
|  | 7.   | Macarthur          | 33 | 26 | 9  | 6 | 11 | 38 | 47 | -9  |
|  | 8.   | Sydney FC          | 31 | 26 | 8  | 7 | 11 | 37 | 44 | -7  |
|  | 9.   | Newcastle Jets     | 29 | 26 | 8  | 5 | 13 | 45 | 43 | +2  |
|  | 10.  | Western Sydney     | 27 | 26 | 6  | 9 | 11 | 30 | 38 | -8  |
|  | 11.  | Brisbane Roar      | 26 | 26 | 7  | 5 | 14 | 29 | 39 | -10 |
|  | 12.  | Perth Glory        | 18 | 26 | 4  | 6 | 16 | 20 | 43 | -23 |

Legenda:
      Campione d'Australia
 Ammessa al Grand Final.
Note:
Nessuna qualificata alle competizioni asiatiche per il passaggio dei tornei dalla forma annuale alla forma infrannuale
Tre punti a vittoria, uno a pareggio, zero a sconfitta.
La classifica viene stilata secondo i seguenti criteri:
- Punti conquistati
- Differenza reti generale
- Reti totali realizzate
- Punti conquistati negli scontri diretti
- Differenza reti negli scontri diretti
- Minor numero di cartellini rossi ricevuti
- Minor numero di cartellini gialli ricevuti
- Sorteggio

## Grand Final

### Tabellone
|  | Quarti di finale | Quarti di finale   | Quarti di finale |  |  | Semifinali | Semifinali        | Semifinali | Semifinali  |   |  | Finale | Finale         | Finale |  |
|  |                  |                    |                  |  |  |            |                   |            |             |   |  |        |                |        |  |
|  | 4                | Adelaide Utd       | 3                |  |  |            |                   |            |             |   |  |        |                |        |  |
|  | 5                | C.C. Mariners      | 1                |  |  | 4          | Adelaide Utd      | 0          | 1           |   |  |        |                |        |  |
|  |                  |                    |                  |  |  | 1          | Melbourne City    | 0          | 2           |   |  |        |                |        |  |
|  |                  |                    |                  |  |  |            |                   |            |             |   |  | 1      | Melbourne City | 0      |  |
|  | 3                | Western Utd        | 1                |  |  |            |                   | 3          | Western Utd | 2 |  |        |                |        |  |
|  | 6                | Wellington Phoenix | 0                |  |  | 3          | Western Utd       | 0          | 4           |   |  |        |                |        |  |
|  |                  |                    |                  |  |  | 2          | Melbourne Victory | 1          | 1           |   |  |        |                |        |  |

## Statistiche

### Classifica marcatori
| Rank | Player              | Club                   | Goals |
| ---- | ------------------- | ---------------------- | ----- |
| 1    | Jamie Maclaren      | Melbourne City FC      | 15    |
| 2    | Beka Mikeltadze     | Newcastle United Jets  | 13    |
| 3    | Jason Cummings      | Central Coast Mariners | 10    |
| 3    | Nicholas D'Agostino | Melbourne Victory      | 10    |
| 3    | Aleksandar Prijović | Western United         | 10    |
| 3    | Craig Goodwin       | Adelaide United        | 10    |
| 7    | Mathew Leckie       | Melbourne City         | 9     |
| 8    | Bruno Fornaroli     | Perth Glory            | 8     |
| 9    | Ulises Dávila       | Macarthur FC           | 7     |
| 9    | Adam le Fondre      | Sydney FC              | 7     |
| 9    | Beni Nkololo        | Central Coast Mariners | 7     |
| 9    | Marco Ureña         | Central Coast Mariners | 7     |